# العلاقات الكوستاريكية المنغولية
العلاقات الكوستاريكية المنغولية هي العلاقات الثنائية التي تجمع بين كوستاريكا ومنغوليا.

## مقارنة بين البلدين
هذه مقارنة عامة ومرجعية للدولتين:
| وجه المقارنة                                              | كوستاريكا                                 | منغوليا         |
| --------------------------------------------------------- | ----------------------------------------- | --------------- |
| المساحة (كم2)                                             | 51.10 ألف                                 | 1.57 مليون      |
| عدد السكان (نسمة)                                         | 4.91 مليون                                | 3.08 مليون      |
| الكثافة السكانية (ن./كم²)                                 | 96.09                                     | 1.96            |
| العاصمة                                                   | سان خوسيه                                 | أولان باتور     |
| اللغة الرسمية                                             | اللغة الإسبانية                           | اللغة المنغولية |
| العملة                                                    | كولون كوستاريكي                           | توغروغ منغولي   |
| الناتج المحلي الإجمالي (بليون دولار)                      | 57.06 مليار                               | 11.49 مليار     |
| الناتج المحلي الإجمالي (تعادل القوة الشرائية) بليون دولار | 74.98 مليار                               | 36.16 مليار     |
| الناتج المحلي الإجمالي الاسمي للفرد دولار أمريكي          | 11.26 ألف                                 | 3.97 ألف        |
| الناتج المحلي الإجمالي للفرد دولار أمريكي                 | 14.92 ألف                                 | 11.95 ألف       |
| مؤشر التنمية البشرية                                      | 0.766                                     | 0.727           |
| رمز المكالمات الدولي                                      | +506                                      | +976            |
| رمز الإنترنت                                              | .cr، قائمة نطاقات المستوى الأعلى للإنترنت | .mn             |
| المنطقة الزمنية                                           | 00                                        | ت ع م+08:00     |

## منظمات دولية مشتركة
يشترك البلدان في عضوية مجموعة من المنظمات الدولية، منها:
| علم المنظمة | اسم المنظمة                               | تاريخ انضمام كوستاريكا | تاريخ انضمام منغوليا |
| ----------- | ----------------------------------------- | ---------------------- | -------------------- |
|             | منظمة التجارة العالمية                    | ?                      | ?                    |
|             | الاتحاد الدولي للاتصالات                  | 13 سبتمبر 1932         | 27 أغسطس 1964        |
|             | المركز الدولي لتسوية المنازعات الاستشارية | 27 مايو 1993           | 14 يوليو 1991        |
|             | مؤسسة التنمية الدولية                     | 30 يونيو 1961          | 14 فبراير 1991       |
|             | منظمة حظر الأسلحة الكيميائية              | ?                      | ?                    |
|             | يونسكو                                    | 19 مايو 1950           | 1 نوفمبر 1962        |
|             | الأمم المتحدة                             | 2 نوفمبر 1945          | 27 أكتوبر 1961       |
|             | وكالة ضمان الاستثمار متعدد الأطراف        | 8 فبراير 1994          | 21 يناير 1999        |
|             | البنك الدولي للإنشاء والتعمير             | 8 يناير 1946           | 14 فبراير 1991       |
|             | الاتحاد البريدي العالمي                   | ?                      | ?                    |
|             | مؤسسة التمويل الدولية                     | 20 يوليو 1956          | 14 فبراير 1991       |
|             | منظمة الشرطة الجنائية الدولية             | ?                      | ?                    |
|             | الفريق المعني برصد الأرض                  | ?                      | ?                    |

## وصلات خارجية
- موقع وزارة الخارجية الكوستاريكية
- موقع وزارة الخارجية المنغولية